# Meister des Mornauer-Porträts

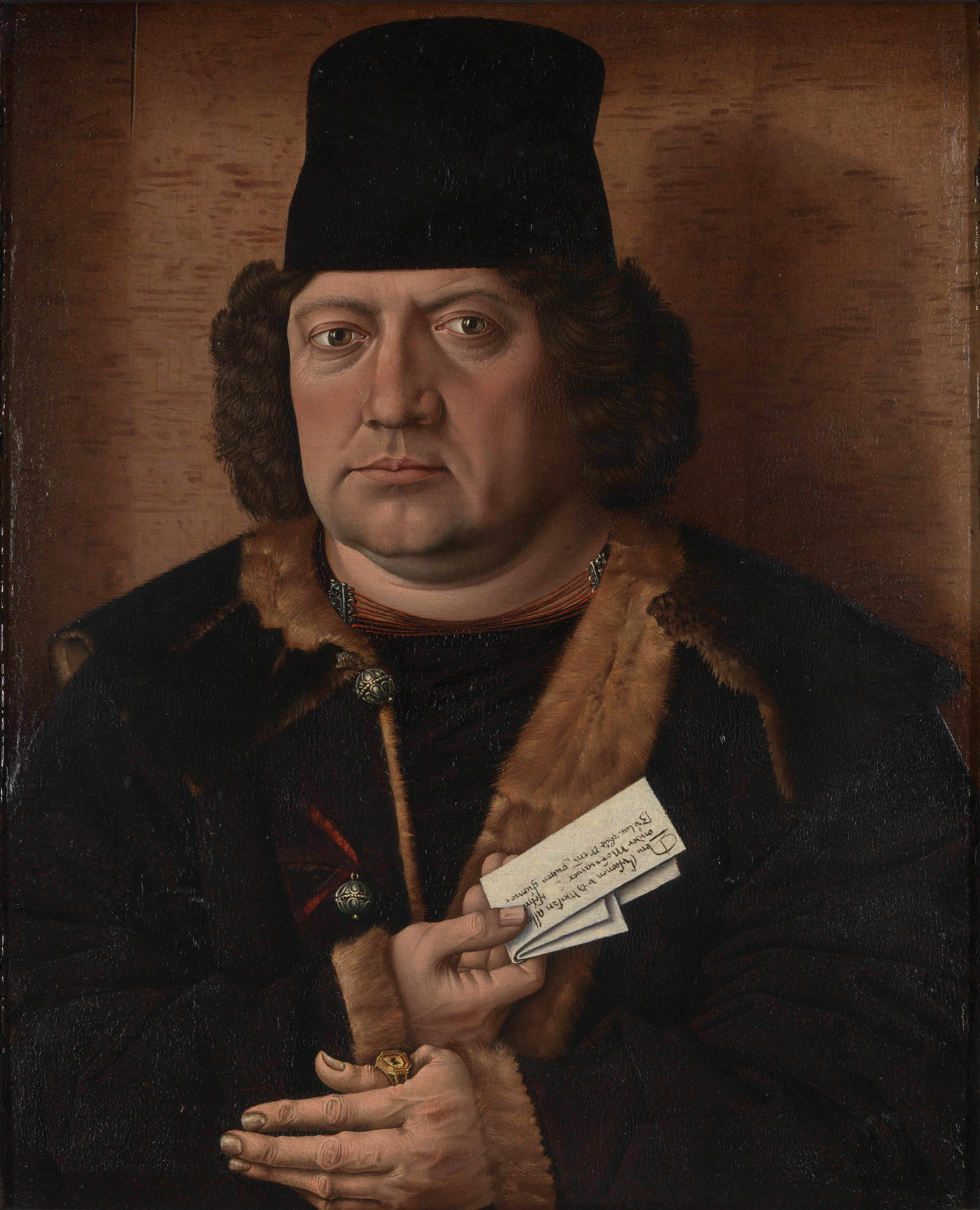
Portrait of Alexander Mornauer, um 1464–1488, National Gallery, London

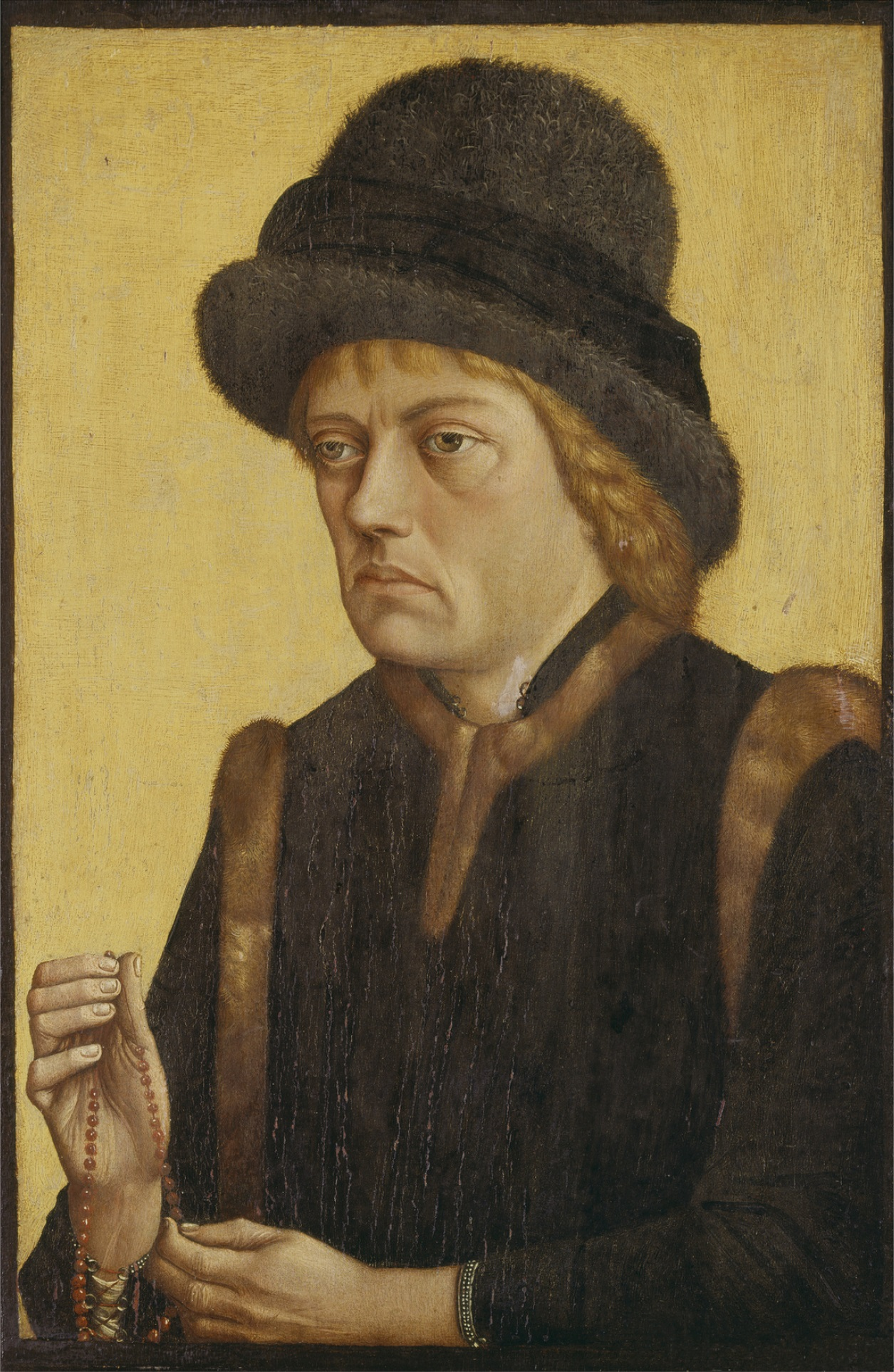
Herzog Sigismund von Österreich, gen. „der Münzreiche“, um 1465/70, Alte Pinakothek, München

Als Meister des Mornauer-Porträts (englisch Master of the Mornauer Portrait) wird der namentlich nicht bekannte Maler bezeichnet, der vermutlich zwischen 1464 und 1488 das Porträt des Landshuter Stadtschreibers Alexander Mornauer gemalt hat. Das Bild ist heute im Bestand der National Gallery in London.

## Identifizierung
Es wurde vorgeschlagen, im Meister des Mornauer-Portraits den Tiroler Maler Michael Pacher zu erkennen. Das Bild wurde auch als ein Werk des Joos Amman von Ravensburg gesehen. Keine dieser Identifizierungen scheint hinreichend belegt.

## Alexander Mornauer
Alexander Mornauer war von 1464 bis 1488 Stadtschreiber zu Landshut. Auf dem Gemälde des Meister des Mornauer-Portraits hält er einen Brief, der an ihn, den ehrsamen vnd weisen alle(x)ander Mornawer adressiert ist. Schon Mornauers Vater war von 1439 bis 1464 Stadtschreiber in Landshut.